# Fernando Navarro
Fernando Navarro Corbacho (* 25. června 1982, Barcelona) je bývalý španělský profesionální fotbalista, který hrával na pozici levého obránce. Svoji hráčskou kariéru ukončil v roce 2018, a to ve španělském Deportivu de La Coruña. V roce 2008 odehrál také 2 zápasy v dresu španělské reprezentace.

## Reprezentační kariéra
Navarro byl členem španělských mládežnických reprezentací.
V A-mužstvu Španělska, přezdívaném La Furia Roja, debutoval 4. 6. 2008 v Santanderu v přípravném zápase proti týmu USA (výhra 1:0). Svůj druhý a poslední zápas v A-týmu absolvoval 18. června na EURU 2008 proti Řecku (výhra 2:1). Španělé nakonec šampionát vyhráli a Navarro se tak mohl těšit ze zisku zlaté medaile.

## Úspěchy

### Reprezentační
Španělsko 
- 1× vítěz Mistrovství Evropy: (2008)